# Веньер, Себастьяно
Себастьяно Веньер (итал. Sebastiano Venier; 1496 — 3 марта 1578) — 86-й венецианский дож в 1577-1578 годах, дипломат, военачальник.

## Биография

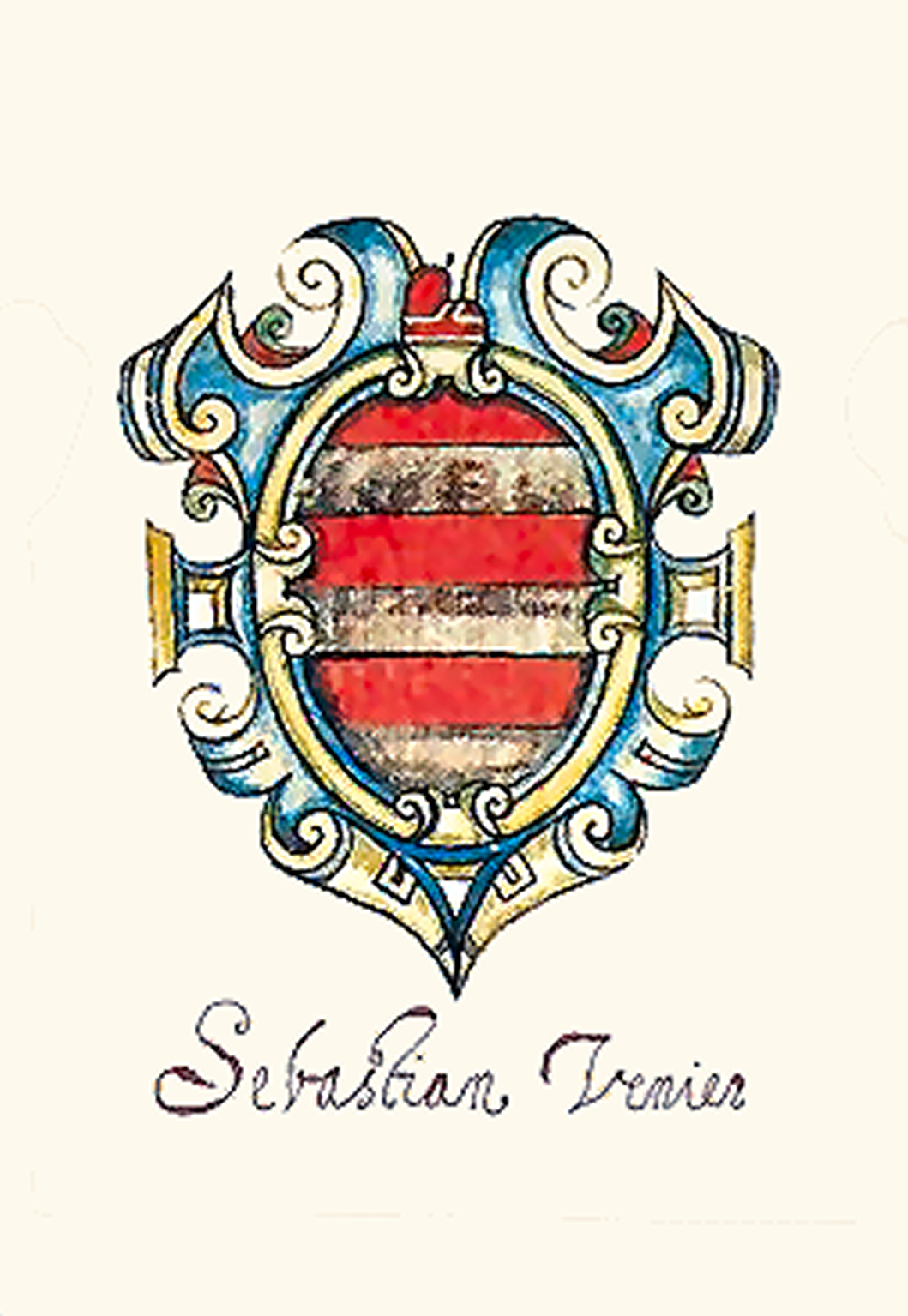
Герб Себастьяна Веньера

Веньер родился примерно в 1496 году в семье Мозе Веньер и Елены Дона. Внук Фьоренцы Соммарипа.
С раннего возраста, не имея степени, он начал работать адвокатом. Впоследствии Веньер стал администратором в правительстве Венецианской республики. В 1570 году его назначили прокуратором, а несколько позже в том же году — командующим флотом Венеции в новой войне против Османской империи. Он стал одним из героев в сражении при Лепанто в 1571 году, в котором Священная Лига нанесла серьёзное поражение туркам.
В Венецию Веньер вернулся на пике популярности, и 11 июня 1577 года Себастьяно Веньера был избран дожем. На тот момент ему исполнился 81 год.
После трёх лет тяжелейшей эпидемии чумы дож начал постройку храма в честь благодарения Спасителя на острове Джудекка.
Его правление было недолгим, уже 3 марта 1578 года дож умер. Смерть предположительно наступила от сердечного приступа, который случился после пожара, серьёзно повредившего Дворец дожей.
Он был женат на Сесилии Контарини, от брака имел двух сыновей и дочь Елену.
Гробница дожа Себастьяна Веньера находится в левом торце базилики Санти-Джованни-э-Паоло.